# Décimo milénio a.C.
O décimo milênio a.C. abrangeu o período entre os anos 10.000 a.C. e 9.001 a.C. (c. 12.000 a 11.000 anos atrás). Marca o início da transição do Paleolítico para o Neolítico através dos períodos intermediários mesolíticos (Europa do Norte e Europa Ocidental) e epipaleolíticos (Levante e Oriente Próximo), que juntos formam a primeira parte do Holoceno, que é a época geológica atual, geralmente considerada como tendo se iniciado em c. 9700 a.C.. É impossível datar com precisão os eventos que ocorreram neste milênio; e todas as datas mencionadas aqui são estimativas baseadas principalmente em análises geológicas e antropológicas.

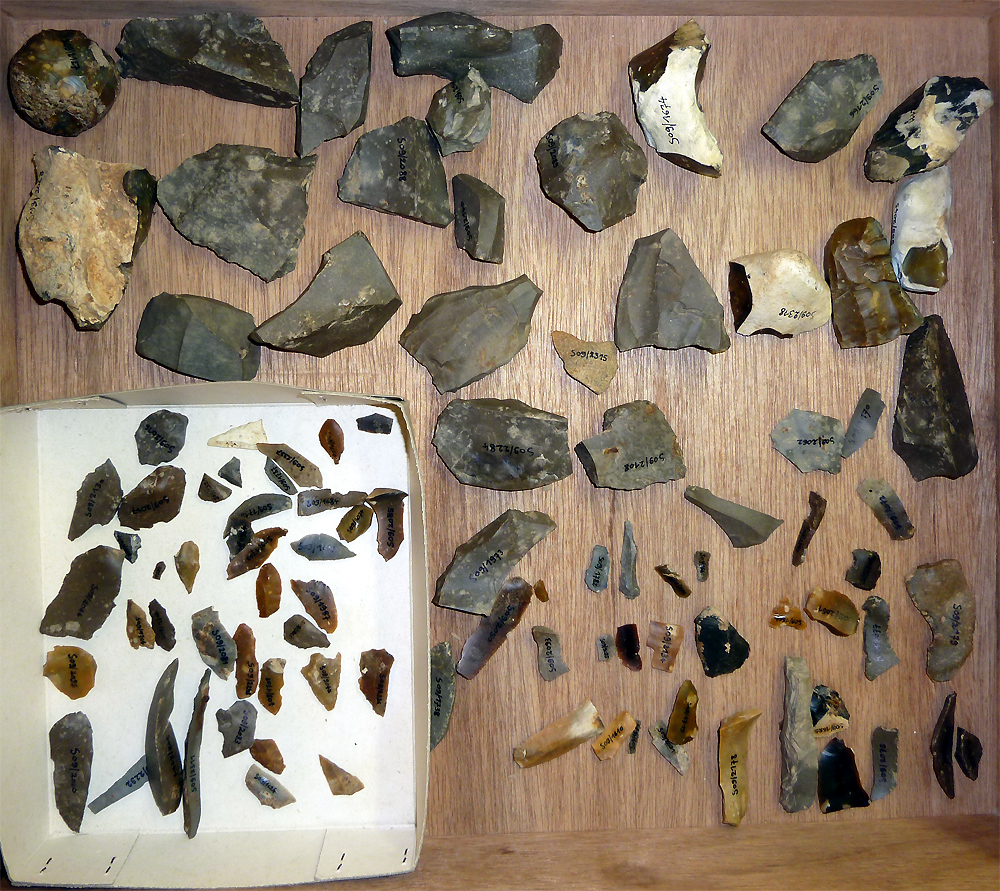
Micrólitos do período Mesolítico

A agricultura, baseada no cultivo de formas primitivas de milhete e arroz, ocorria no sudoeste da Ásia. Foi provavelmente nesse milênio que teve início o período pré-histórico denominado neolítico, também conhecido como idade da pedra polida.
A população mundial seria provavelmente inferior a cinco milhões de pessoas, em comunidades de caçadores-colectores, em todos os continentes, excepto a Antártida; e teve início a migração às ilhas do Pacífico. A cerâmica foi desenvolvida independentemente em várias partes do mundo, com exemplos bem estudados do Japão. Iniciou-se a agricultura no Crescente Fértil, mas demoraria ainda cerca de dois milênios para se divulgar e vulgarizar. Também terminou a glaciação Wurm, permitindo a colonização das áreas do norte da Eurásia, fazendo com que todo o mundo entrasse num período de aquecimento global, que continuou até à chamada Pequena Idade do Gelo na Era Moderna.

## Eventos
- c. 10 000 a.C.: 
  - Evidência de colheita, mas não de cultivo, de grama selvagem na Ásia Menor.[2]
  - Construções de madeira no Chile.
  - As primeiras pinturas em cavernas do período Mesolítico foram feitas, com cenas bélicas e religiosas.
  - A cerâmica foi produzida pela primeira vez no Japão.
  - A cabaça começa a ser usada como vasilha.
  - Fim do último período glacial.
  - Esse é o período a que se referem várias obras de Philip José Farmer.
  - Pinturas em cavernas de Serranópolis, Goiás, e Pedra Furada, Piauí, no Brasil.
- 9 700 a.C. - O período frio de Dryas recente e a época do Pleistoceno terminam. Começa o Holoceno.
- 9 300 a.C. - Figos eram cultivados no vale do Rio Jordão.
- 9 000 a.C.: 
  - A cultura do Neolítico começou no Antigo Oriente.
  - Oriente Próximo: Primeiras estruturas de pedra são construídas em Jericó

### Velho Mundo
- A mais antiga cidadezinha pré-histórica no Oriente Médio, datada de c. 9 800 a.C., Sahneh, era localizada no oeste de Quermanxá, na Província de Quermanxá.
- Ásia: Cavernas perto do Mar Cáspio são usadas por humanos como moradia.
- África: Pinturas em paredes encontradas na Etiópia e Eritrea mostrando as atividades humanas; algumas das pinturas mais antigas são datadas de mais de 10 000 a.C..
- Curdistão: Agricultura primitiva (trigo, cevada) na Cordilheira de Zagros, perto de Quermanxá.
- Egito: Lâminas de foice primitivas são substituídas pela caça, pesca e coleta com ferramentas de pedra.
- Europa: 
  - A cultura do Magdaleniano floresce; e se desenvolve a Arte rupestre na França.
  - A caçada a cavalo começa em Solutré.
  - A cultura do Aziliano começa a ocupar a Espanha, França, Suíça, Bélgica e Escócia.
- Japão: No Período Jomon, os povos usam cerâmica e se alimentam de peixes, caças, frutas e sementes comestíveis.
- Jordânia: Construção de Wadi Faynan (construção grande e oval, onde agricultores viviam entre 9 600 e 8 200 a.C., cultivando plantas selvagens, tais como cevada selvagem, pistache e figueiras; e criando cabras selvagens, gado e gazelas.
- Mesopotâmia: 
  - Três ou mais grupos linguísticos, incluindo os Sumérios e os Semitas, compartilham o mesmo modo de vida cultural e político.
  - Povos começam a colher trigo e cevada selvagens para fazer cerveja.
- Noruega: Primeiros traços de povoamento em Randaberg.
- Pérsia: A cabra é domesticada.
- Saara: Período do Búfalo.
- Síria: Jerf el-Ahmar ocupada entre 9 200 e 8 700 a.C..

### Américas
- América do Norte: 
  - Sociedades paleo-americanas, caçadoras e coletoras, vivem de forma nômade no campo.
  - Figuras desenhadas no leste do Novo México (Blackwater Draw) evidenciam atividade humana.
  - A Cultura Folsom floresce em todo o sudoeste dos Estados Unidos.
  - Assentamento em Nanu, em Haida Gwaii, na atual Colúmbia Britânica se inicia, começando a mais longa e contínua ocupação em um território hoje ocupado pelo Canadá.
  - Petróglifo no Lago Winnemucca, hoje noroeste de Nevada, foram realizados nessa época.
  - Long Island torna-se uma ilha.

### Australásia
- Austrália: 
  - Aborígenes australianos, que vivem com base na coleta, vivem de forma nômade no campo.
  - Plataforma de Sahul é coberta com água; e o Norte da Austrália é separado de Papua Nova Guiné.
  - A dieta e o território dos aborígenes mudam após uma grande enchente. Muitos povos aborígenes deixam de caçar animais, como o canguru, e começam a pescar peixes e tartarugas no novo litoral.
  - O uso do bumerangue desaparece na Terra de Arnhem e em comunidades ao norte.

## Alterações climáticas
c. 10000 a.C.:
- O nível do mar sobe bruscamente e ocorrem enormes inundações devido ao descongelamento dos glaciares.
- A ponte terrestre de Bering unindo a Sibéria à América do Norte fica coberta por água.
- Long Island torna-se uma ilha.
- Europa: Mudanças ecológicas permanentes. A rena das savanas, o bisão e os caçadores paleolíticos rumam para o Sub-Ártico, deixando o resto da região para os animais da floresta, tais como cervos, auroques e caçadores-coletores do Mesolítico.
- Mundo: A Oscilação de Allerød traz uma melhora transitória para o clima; os níveis do mar sobem abruptamente e massivas enchentes ocorrem devido ao derretimento de glaciares.

c. 9700 a.C.:
- Forma-se o Lago Agassiz.

- O período frio do Dryas recente termina; o Pleistoceno termina e começa o Holoceno. O Paleolítico termina e começa o Mesolítico. Grandes quantidades de terra antes congeladas tornam-se habitáveis novamente.

## Cultura popular
- c. 10000 a.C. - Essa é a época a que se refere o vídeo game Far Cry Primal, o filme 10.000 a.C.,  e os romances de Philip José Farmer: Hadon of Ancient Opar e Flight to Opar. Supostamente é a Era Hiboriana a que se referem as histórias de Conan, de Robert E. Howard.
- 9564 a.C. - Destruição de Atlântida, de acordo com a tradição teosófica.